# Anthony Clark (bádminton)
Anthony Ian Clark (Derby, 1 de noviembre de 1977) es un deportista británico que compitió en bádminton para Inglaterra en las modalidad de dobles y dobles mixto.
Ganó dos medallas de plata en el Campeonato Mundial de Bádminton de 2006 y cinco medallas en el Campeonato Europeo de Bádminton entre los años 2002 y 2008.
Participó en dos Juegos Olímpicos de Verano, ocupando el noveno lugar en Atenas 2004 (dobles) y el noveno en Pekín 2008 (dobles mixto).

## Palmarés internacional
| Representando a Inglaterra |                          |                   |              |
| Campeonato Mundial         |                          |                   |              |
| Año                        | Lugar                    | Medalla           | Prueba       |
| 2006                       | Madrid (España)          | Medalla de plata  | Dobles       |
| 2006                       | Madrid (España)          | Medalla de plata  | Dobles mixto |
| Campeonato Europeo         |                          |                   |              |
| Año                        | Lugar                    | Medalla           | Prueba       |
| 2002                       | Malmö (Suecia)           | Medalla de plata  | Dobles       |
| 2004                       | Ginebra (Suiza)          | Medalla de plata  | Dobles       |
| 2006                       | Den Bosch (Países Bajos) | Medalla de bronce | Dobles       |
| 2006                       | Den Bosch (Países Bajos) | Medalla de bronce | Dobles mixto |
| 2008                       | Herning (Dinamarca)      | Medalla de oro    | Dobles mixto |